# Wilhelmine Moik
Wilhelmine Moik, née le 26 septembre 1894 et morte le 12 janvier 1970, est une syndicaliste et femme politique autrichienne.

## Biographie
Wilhelmine Moik naît dans une famille ouvrière de Vienne en 1894. Elle apprend la couture et devient couturière à domicile, comme sa mère et ses sœurs. À ses dix-huit ans, elle rejoint le syndicat des ouvriers à domicile ainsi que le Parti ouvrier social-démocrate (SDAP, futur SPÖ). Moik écrit avec Anna Boschek (en) le scénario d’un film muet en noir et blanc sur la condition des femmes ouvrières, Frauenleben - Frauenlos, ein Film vom Leben arbeitender Frauen, sorti en 1931.
En 1932, elle est élue au conseil municipal de Vienne, comme représentante du quartier ouvrier d’Ottakring, et au parlement régional. En 1934, le SDAP est interdit après la guerre civile autrichienne et l’établissement de l’austrofascime ; Wilhelmine Moik est donc démise de ces fonctions, arrêtée et emprisonnée pendant quelques mois. À sa libération, elle rejoint les organisations socialistes révolutionnaires clandestines, qui soutiennent les personnes en danger et leurs familles en distribuant des biens de première nécessité. Moik est ensuite plusieurs fois arrêtée, d’octobre 1937 à février 1938 puis de juillet 1938 à janvier 1941. Après ces périodes en prison, elle travaille comme sténotypiste jusqu’en 1945.
À la fin de la Seconde Guerre mondiale, Moik contribue à la reconstruction de la section féminine de la confédération autrichienne des syndicats ; elle est élue en décembre au Conseil national où elle siège jusqu’en 1962. Elle meurt en 1970 à Bad Vöslau.

## Distinctions
- Ordre du Mérite autrichien : Grosses Silbernes Ehrenzeichen